# Frontinella bella
Frontinella bella är en spindelart som beskrevs av Bryant 1948. Frontinella bella ingår i släktet Frontinella och familjen täckvävarspindlar. Inga underarter finns listade i Catalogue of Life.